# Джон Уик
«Джон Уи́к» (англ. John Wick) — американский остросюжетный боевик 2014 года режиссёров Чада Стахелски и Дэвида Литча по сценарию Дерека Колстада. Он рассказывает о Джоне Уике (Киану Ривз), легендарном киллере, который покончил со своей преступной деятельностью, но был вынужден вернуться в криминальный мир, чтобы отомстить за убийство своей собаки, угон машины и избиение. В фильме также снялись Михаэль Нюквист, Альфи Аллен, Эдрианн Палики, Бриджит Мойнахан, Дин Уинтерс, Иэн Макшейн, Джон Легуизамо и Уиллем Дефо.

## Сюжет
Джон Уик (Киану Ривз) потерял в результате неназванной болезни жену Элен (Бриджит Мойнахан). Её посмертным подарком стал щенок Дейзи, вместе с письмом, в котором она надеялась, что пёс поможет ему справиться с потерей. Уик привязывается к щенку, и они проводят целые дни, катаясь на автомобиле 1969 года Ford Mustang Mach 1. Через 7 дней после смерти жены на автозаправке Джон встречает троих незнакомцев, и один из них, Йозеф Тарасов (Альфи Аллен), настаивает на продаже Мустанга, но Джон отказывается. Ночью те трое вламываются в его дом, избивают Джона, убивают щенка и угоняют машину. На следующий день Йозеф пытается поменять номера машины, но хозяин автомастерской, Аурелио Мартино (Джон Легуизамо), узнав, у кого она украдена, отказывается и бьёт Йозефа. Затем к Аурелио приходит сам Джон и узнаёт, что его ограбил Йозеф, сын Вигго Тарасова, главы преступного синдиката русской мафии в Нью-Йорке и бывшего работодателя Джона. Вигго узнаёт у Аурелио, что случилось между ним и его сыном, после чего также избивает Йозефа и объясняет, что он ограбил Джона Уика, его бывшего лучшего киллера по прозвищу «Баба Яга». Джон завязал с убийствами по найму ради своей жены, но ранее помог Вигго создать синдикат, лично устранив множество конкурентов, за что и получил своё прозвище от Вигго, имевшего белорусские корни.
Желая защитить сына, Вигго пытается поговорить с Джоном, но безуспешно. Вигго отправляет наёмников убить Джона, а затем назначает награду в 2 миллиона долларов США за его голову, в том числе Маркусу (Уиллем Дефо), коллеге и другу Джона. Уик тем временем вскрывает тайник с оружием и деньгами, расправляется с наёмниками и отправляется в отель «Континенталь», обслуживающий киллеров, при условии, что на его территории никто из них не занимается основным бизнесом. Вигго удваивает награду для тех, кто нарушит правила отеля ради убийства Уика.
Уинстон (Иэн Макшейн), управляющий отеля, сообщает, что Вигго пытается спрятать сына в ночном клубе «Красный Круг». Джон посещает клуб, убивая одного за другим множество охранников и Виктора, одного из друзей Йозефа. На начальнике охраны Вигго Кирилле (Даниэл Бернхардт)  у Уика кончаются патроны, так что он возвращается в отель и вызывает врача зашить полученные раны. Мисс Перкинс (Эдрианн Палики), наёмница и знакомая Джона, пытается убить Джона, но его с помощью снайперского выстрела спасает Маркус. От Перкинс Уик узнаёт, что Вигго хранит ценности в церкви.
Джон наведывается в церковь, устраняет охрану и сжигает деньги и компромат, накопленный Вигго. Тарасов и его наёмники прибывают к церкви и захватывают Джона. Кирилл готовится убить Уика, но ему с помощью снайперского выстрела снова мешает Маркус. Уик убивает Кирилла, находит Вигго, узнаёт, где тот скрывает сына, и заставляет отозвать награду за свою голову. Уик находит Йозефа и убивает его.
Перкинс узнаёт, что Маркус помогал Джону, и рассказывает об этом Вигго. Вигго пытает и убивает Маркуса, сообщая об этом Джону. Перкинс приезжает на встречу к Уинстону, где у неё отзывают членство в клубе «Континенталь» за нарушение правил поведения в отеле и казнят. После этого Уинстон сообщает Джону о местонахождении Вигго. Происходит схватка между Джоном и Вигго, в которой оба тяжело ранят друг друга. Оставив умирающего Вигго, Джон добирается до ветеринарной клиники и зашивает рану, попутно забрав оттуда щенка питбуля. После этого он уходит.

## В ролях
| Актёр            | Роль          |
| ---------------- | ------------- |
| Киану Ривз       | Джон Уик      |
| Микаэль Нюквист  | Вигго Тарасов |
| Альфи Аллен      | Йозеф Тарасов |
| Иэн Макшейн      | Уинстон Скотт |
| Уиллем Дефо      | Маркус        |
| Эдрианн Палики   | мисс Перкинс  |
| Дин Уинтерс      | Ави           |
| Джон Легуизамо   | Аурелио       |
| Бриджит Мойнахан | Элен Уик      |
| Лэнс Реддик      | Харон         |

| Актёр              | Роль                |
| ------------------ | ------------------- |
| Даниэл Бернхардт   | Кирилл              |
| Тоби Леонард Мур   | Виктор              |
| Омер Барнеа        | Григорий            |
| Дэвид Патрик Келли | Чарли               |
| Кларк Питерс       | Гарри               |
| Рэндалл Дук Ким    | доктор              |
| Бриджит Риган      | Эдди бармен в отеле |
| Томас Садоски      | оффицер Джимми      |
| Кевин Нэш          | Фрэнсис вышибала    |
| Манро М. Боннел    | священник           |

## Создание
В начале 2000-х годов Дерек Колстад с трудом пытался добиться признания как сценарист. Он писал по восемь сценариев в год, но ни один из них не был запущен в производство. Хотя Колстад продолжал писать, он перестал заниматься этим на полную ставку, пока его жена не убедила его попробовать ещё раз. Колстад нашёл себе менеджера и написал 60 сценариев. Позже сценарист добился успеха благодаря малобюджетным боевикам «Узник» и «Посылка». За четыре дня Колстад написал спекулятивный сценарий под названием «Презрение». Источником вдохновения при написании послужили два фильма про месть. Сюжет сценария сосредоточен вокруг персонажа Джона Уика, давно отошедшего от дел киллера в возрасте от 60 до 70 лет, которого заставляют вернуться к прежней жизни. Прототипами Джона стали актёры Клинт Иствуд и Пол Ньюман. Сценарий включал в себя такие элементы, как давно умершая жена Джона, его старая собака, отель «Континенталь», Харон, Уинстон и золотые монеты. В сценарии было 11 убийств по сравнению с несколькими десятками, показанных в фильме. Джон был изображён как легенда преступного мира, который десятилетиями отсутствовал, заставляя молодых преступников отмахиваться от рассказов о его деяниях. Колстаду было трудно определить инцидент, который привёл бы к возвращению Джона. В итоге сценарист выбрал убийство собаки вместо клише убийства жены и семьи главного героя.
Основатель студии Thunder Road Films и продюсер Бэзил Иваник занимался фильмами для Warner Bros. Pictures. Иваник разочаровывался в своей работе, так как ограничивался поиском сценариев. У продюсера было желание спродюсировать независимые фильмы. Иваник прочитал спекулятивный сценарий Колстада. Ему понравился провокационный тон и эмоциональная линия, а также правдоподобность и доступность истории человека, стремящегося отомстить за потерю жены, собаки и машины, а также за то, что его дом пытались уничтожить.

## Восприятие
Фильм получил положительные отзывы. На сайте Rotten Tomatoes фильм имеет рейтинг 83 % на основе 152 рецензий со средним баллом 6,8 из 10. На сайте Metacritic фильм имеет оценку 87 из 100 на основе отзывов 36 критиков.
Питер Трэверс из Rolling Stone похвалил фильм, дав ему 3 звезды из 4. Он также отметил «сочную игру» Макшейна, Дефо и Легуизамо. Джордан Хоффман из The Guardian дал фильму 4 звезды из 5, также похвалив игру Макшейна и Дефо. Ричард Корлисс писал, что «суть экшн-фильмов в действии, и Джон Уик следует этой цели с беспощадной энергией».
Киану Ривз был номинирован на антипремию «Золотая малина» в положительной категории «Приз за восстановление репутации».

## Факты
В сцене в душе можно заметить вытатуированную на спине Джона Уика известную латинскую поговорку: «Fortes fortuna adiuvat», что в переводе на русский означает: «Храбрым судьба помогает».
Джон Уик появился в качестве игрового персонажа в компьютерных играх Payday 2 и Fortnite.
В сцене, когда Джону Уику привезли собаку Дейзи и дали ручку, чтобы он расписался, можно заметить, что он не спешил её отдавать. Потому что в крайнем случае ручка могла послужить оружием для Джона Уика.
Фильм считается одним из величайших боевиков, когда-либо снятых. Его неожиданный успех привёл к франшизе, одной из самых успешных франшиз, которая включает в себя три продолжения: «Джон Уик 2» (2017), «Джон Уик 3» (2019) и «Джон Уик 4» (2023), а также видеоигры и комиксы. Франшиза включает в себя спин-офф «Балерина» и телесериал «Континенталь». Фильм оказал влияние на боевики. Считается, что он оживил жанр, популяризировав длинные одиночные дубли с помощью хореографического и детального действия.

## Сиквелы
В феврале 2015 года Чад Стахелски и Дэвид Литч подтвердили, что сиквел фильма уже находится в разработке. Премьера сиквела «Джон Уик 2» состоялась 9 февраля 2017 года. В октябре 2016 Стахелски заявил, что третий фильм уже в работе, а в мае 2019 года он вышел на экраны.